# Aéroport de Mostar
L'aéroport de Mostar (Međunarodni aerodrom Mostar/Међународни аеродром Мостар, Međunarodna zračna luka Mostar, Međunarodni aerodrom Mostar/Међународни аеродром Мостар (code IATA : OMO • code OACI : LQMO)) est un aéroport près de Mostar, Bosnie-et-Herzégovine, situé dans le village de Ortiješ, 7 km au sud-est de Mostar.
Les aéroports internationaux à proximité sont Dubrovnik en Croatie 120 kilomètres au sud-est de Mostar; et Sarajevo-Butmir à 138 kilomètres au nord-est.

## Historique
Un premier aérodrome est construit en 1935 et servait initialement exclusivement à des fins militaires pour l’armée royale yougoslave. L'aéroport est construit en 1950.
Durant la période yougoslave, l’usine aéronautique de l'avionneur SOKO se situe à proximité de l’aéroport qui lui sert de base d'essais. Il est utilisé pour un usage civil à partir de 1965. En 1984, le statut d'aéroport international lui a été attribué dans le cadre des Jeux olympiques d'hiver de 1984 à Sarajevo.
Il abrite la base aérienne de Mostar-Ortijes qui est une des installations de la force aérienne yougoslave. À partir de novembre 1973, elle devient la garnison du 107e régiment d'hélicoptères (renommé, en 1988, 107e régiment d'aviation puis, en 1991, 107e régiment d'aviation mixte) équipé de SOKO Gazelle et de Mil Mi-8 et devient un centre de formation de pilotes d'hélicoptères jusqu’à l'indépendance de la Bosnie-Herzégovine. Un hangar souterrain a été construit sous une colline secrètement pour servir d'abri anti-atomique pour les aéronefs de la base

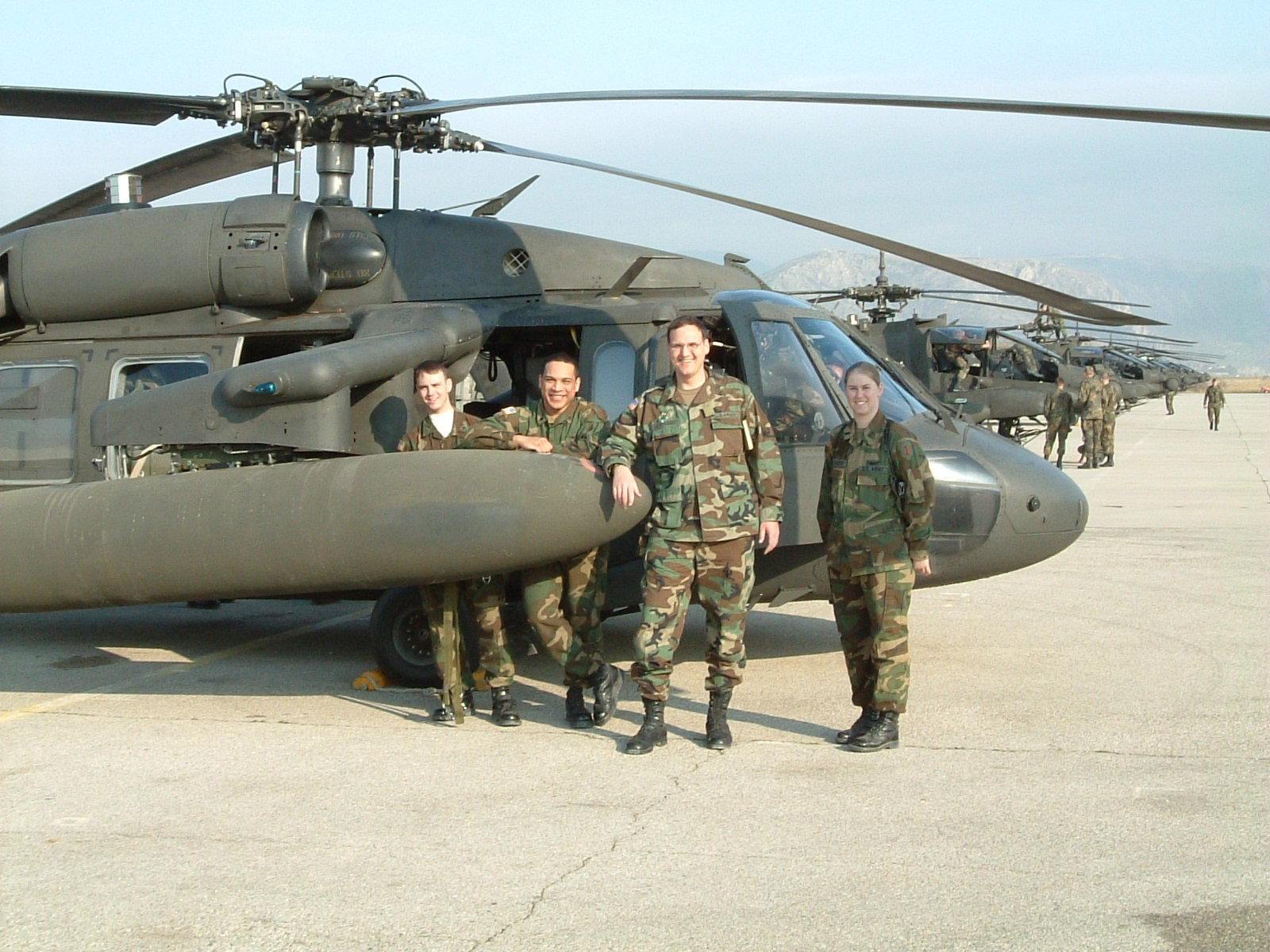
Alignement d'hélicoptères de la 1re division d'infanterie des États-Unis en 2003.

À la suite des combats de la guerre de Bosnie, le trafic aérien en Bosnie-Herzégovine est interrompu. Le dernier vol civil date de novembre 1991 et l'aéroport est dévasté. Dans le cadre du processus de paix, il est remis le 11 novembre 1995 à 11h aux forces françaises de l'Implementation Force par les autorités bosno-croato-serbes (6 personnes de chaque faction) de la base aérienne. La piste est coupée par 26 fossés perpendiculaires, nombre de bâtiments sont sans toits, installations techniques vandalisées, et le site est rempli de munitions non explosées qui feront l'objet d'un déminage par, entre autres, des unités de l'armée russe. Le 14 décembre, le premier détachement du Génie de l'air arrive qui commence à remettre en état le site. Le 31 décembre 1995, on assiste à l'atterrissage du premier C-160 Transall sur POM (Piste Ops Mini de 1 000 m) et le janvier 1996 l'aéroport déclaré opérationnel avec piste de 2 400 m et moyens électroniques de guidage aérien.
Elle est une base militaire multinationale de 1995 à avril 2007, elle dispose au départ d'installations préfabriquées dont une tour de contrôle escamotable et les troupes logent sous des tentes et dans des hangars, sa sécurité est assurée par un contingent des forces armées marocaines.
Le 7e régiment d'artillerie de l’armée de terre française y utilise des drones de reconnaissance Crécerelle de février 1996 à février 1996.
La Force de stabilisation (Stabilization Force, SFOR) prend le relais en décembre 1996 de l’IFOR et sera elle-même remplacé par la Force européenne Althea (Eufor) en juillet 2004. En 1998, il rouvre pour le trafic civil.
Sa restitution officielle par l'Eufor de la base aux autorités militaires de Bosnie-Herzégovine a lieu le 27 octobre 2007. La France offrant les 2,5 millions d'euros investis en équipements et infrastructures dans cette base

## Situation
| \| 50 km1:4 706 000 \| Sarajevo Tuzla Mostar Banja Luka |
| 50 km1:4 706 000                                        |

## Compagnies et destinations
| Compagnies          | Destinations                                                                       |
| ------------------- | ---------------------------------------------------------------------------------- |
| AeroItalia          | En saison: Forlì                                                                   |
| Croatia Airlines    | En saison charter: Beyrouth-Rafic Hariri, Cork, Dublin, Palerme Falcone-Borsellino |
| Electra Airways     | En saison charter : Catane-Fontanarossa                                            |
| LOT Polish Airlines | En saison charter : Katowice-Pyrzowice                                             |

Édité le 25/07/2018  Actualisé le 12/02/2023

## Statistiques
Pour des raisons techniques, il est temporairement impossible d'afficher le graphique qui aurait dû être présenté ici.

Voir la requête brute et les sources sur Wikidata.

L'année record date de 1990 avec 86 000 passagers.
| Année/Mois | Janvier | Février | Mars  | Avril | Mai    | Juin   | Juillet | Août   | Septembre | Octobre | Novembre | Décembre | Total année | Changement |
| 2019       | 163     | 294     | 289   | 1.291 | 2.423  | 4.029  | -       | -      | -         | -       | -        | -        | 8.489       | -6,39%     |
| 2018       | 0       | 171     | 448   | 1.557 | 3.881  | 4.004  | 3.173   | 7.561  | 4.963     | 1.654   | 570      | 481      | 28.463      | -33,9%     |
| 2017       | 290     | 493     | 1.014 | 3.741 | 5.406  | 5.765  | 5.201   | 8.876  | 7.437     | 4.121   | 379      | 395      | 43.118      | -19,5%     |
| 2016       | 226     | 24      | 1.122 | 3.797 | 6.139  | 7.178  | 8.411   | 10.788 | 10.225    | 4.692   | n/a      | n/a      | 53.618      | -28,5%     |
| 2015       | 775     | 186     | 2.425 | 6.680 | 11.867 | 9.696  | 9.715   | 13.305 | 11.502    | 6.718   | 852      | 1.303    | 75.024      | +10,3%     |
| 2014       | 395     | 117     | 1.575 | 5.817 | 9.689  | 9.288  | 8.831   | 10.691 | 10.499    | 7.731   | 1.426    | 1.921    | 67.980      | -1,3%      |
| 2013       | 155     | 7       | 2.453 | 7.737 | 9.082  | 9.146  | 6.665   | 11.103 | 9.599     | 7.602   | 3.339    | 2.058    | 68.939      | −13,2%     |
| 2012       | 177     | 318     | 2.139 | 9.169 | 8.677  | 11.922 | 9.921   | 13.737 | 10.839    | 6.360   | 2.923    | 1.873    | 78.055      | +212,0%    |
| 2011       | 554     | 0       | 696   | 2.193 | 4.029  | 5.087  | 4.343   | 4.644  | 8.432     | 4.265   | 1.086    | 1.478    | 36.807      | +206,0%    |
| 2010       | –       | –       | –     | –     | –      | 986    | 1.800   | 4.255  | 3.712     | 1.879   | 544      | –        | 17.833      | N/A        |